# Wjatscheslaw Botschkarjow (Nordischer Kombinierer)
Wjatscheslaw Botschkarjow (kasachisch Вячеслав Бочкарёв; geboren am 31. März 1996) ist ein kasachischer Nordischer Kombinierer.

## Werdegang
Sein Debüt im Continental Cup der Nordischen Kombination gab Wjatscheslaw Botschkarjow in der Saison 2016/17 am 10. März 2017 im russischen Nischni Tagil mit einem 44. Platz im Gundersen-Wettkampf von der Normalschanze mit einer sich daran anschließenden Skilanglaufdistanz über zehn Kilometer. Im Sommer 2018 debütierte er im slowenischen Planica auch im Grand Prix der Nordischen Kombination mit einem 41. und einem 45. Rang. Beide Wettkämpfe wurden von der Großschanze und über zehn Kilometer Skilanglauf ausgetragen.
Botschkarjow nahm an den Nordischen Skiweltmeisterschaften 2019 in Seefeld in Tirol teil. In den beiden Einzelwettkämpfen in der Gundersen-Methode mit einem Skilanglauf über jeweils zehn Kilometer erreichte er den 55. Platz von der Großschanze sowie den 57. Platz von der Normalschanze. Im Teamwettkampf kam er gemeinsam mit Schyngghys Rakparow, Eldar Orussajew und Danil Gluchow nach einem Sprungdurchgang von der Normalschanze sowie einem Skilanglauf über 4 × 5 Kilometer auf dem zwölften Platz ins Ziel.
Auch zwei Jahre später bei den Nordischen Skiweltmeisterschaften 2021 in Oberstdorf trat Botschkarjow zu drei Wettkämpfen an. Im Einzelwettkampf von der Normalschanze wurde er 53., in dem von der Großschanze erzielte er den 52. Platz. Im Teamwettkampf erreichte er an der Seite von Schyngghys Rakparow, Maghschan Amankeldiuly und Eldar Orussajew den zwölften Rang.